# Roger Wango
Roger Wango est un chanteur reggaeman burkinabè populaire dans les années 1980. Connu pour son style musical qui allie tradition et modernité, il est considéré comme l’un des grands noms de scène au Burkina Faso.    

## Biographie
Originaire de Tanga, village situé dans la région du Centre-Est, Roger Wango se fait connaitre au grand public dans les années 1980 grâce à ses chansons à succès  Ragga de Ouaga et  Je suis fan de toi.

### Carrière
Passionné de musique dès le bas âge, en 1974, il crée son tout premier groupe de musique nommé  les volcans .  Influencé par des artistes tels que Jimmy Cliff, Johnny Nash, et Bob Marley, il crée avec des amis du lycée le groupe  Rastafari Brothers en 1978. Le groupe donne des prestations dans des cérémonies et fait quelques petits concerts. Roger Waongo rejoint ensuite d’autres orchestres et formations musicales en vogues au Burkina Faso dans les 1980 et 1990. Il fut membre des orchestres tels que : Desi et les Sympathiques, Super-Volta, Tout-Music, CVD et autres. En 1990, il part poursuivre sa carrière en France où il crée un nouveau groupe nommé Zama Sounogo Bande. Avec ce groupe, il fait plusieurs scènes et tournées à travers le monde. En 2010, il décide de rentrer définitivement au Burkina Faso. En février 2016 il est intronisé chef traditionnel de Tanga, son village et  prend le titre de Manegre Naaba (ministre du développement) avec comme nom de règne Zipenda Wedga en référence à la liane goïne ,,,.

## Discographie
Roger Waongo a 5 albums à son actif avec de nombreux singles.

### Albums
- Tinga Yinga, 1987
- Toujours essayer, 1989
- Ratata, 1991
- Ragga de Ouaga, 1996[8]
- Pakitilaké,  2006[9]